# Tomáš Motl
Tomáš Motl (* 9. října 1964 Olomouc) je výkonným ředitelem kulturního kanálu ČT art a ředitelem Mezinárodního televizního festivalu Zlatá Praha.

## Život a kariéra
Vystudoval Fakultu žurnalistiky Univerzity Karlovy v Praze a po krátkém působení v tištěných médiích spojil svůj profesní život především s televizním prostředím. Byl u zrodu týdeníku Reflex, v němž dva roky působil jako redaktor kulturní rubriky, a poté nastoupil do nově vzniklé filmové a televizní společnosti Febio, kde deset let pracoval jako šéfdramaturg. Pod jeho dramaturgickým vedením zde postupně vznikly cykly GEN, GENUS, Jak se žije, Slovenské okno, Okno k sousedům, Cestománie a Nová Cestománie.
Následující dva roky žil a studoval v USA a po návratu několik let působil ve vzdělávací a komunikační agentuře. Podílel se na vzniku internetového portálu televize NOVA tn.cz, v němž vedl tým editorů oborových magazínů, a následně působil i ve zpravodajské televizi Z1, mj. v pozici vedoucího projektu a hlavního editora každodenní talk show Interview Z1. Rovněž stál u zrodu internetové verze měsíčníku National Geographic, kde zastával pozici šéfeditora portálu National Geographic Česko on-line.
Do České televize nastoupil v roce 2012 jako manažer programu ČT. Výkonným ředitelem nového kulturního kanálu ČT art byl jmenován v dubnu 2013. O dva roky později se stal ředitelem Mezinárodního televizního festivalu Zlatá Praha, který pořádá Česká televize. Pro období 2017 až 2019 byl zvolen členem výboru IMZ (The International Music and Media Centre).
V září 2023 oznámil nový generální ředitel ČT Jan Souček, že i po jeho nástupu do funkce od října 2023 bude Motl manažerem programu ČT art a bude spadat pod ředitele divize Program Milana Fridricha.